# Сокка (игра)
Сокка (англ. Socca) — командная спортивная игра с мячом, разновидность игры в футбол в формате 6х6.
От минифутбола этот вид спорта отличается количеством игроков и размером поля. В сокку играют 2 тайма по 25 минут. Команды состоят из вратарей и пяти полевых игроков.
Матчи проходят как на натуральном, так и на синтетическом газоне. Размер поля 30×50м, размер ворот — 2×5м.

## Правила
Подобно футболу, сокка имеет свои правила, определяющие все аспекты игры.

### Игроки, экипировка и судейство
Каждая команда состоит из 6 игроков, один из которых является вратарем. Когда команда из-за удаления или травмы игрока имеет меньше трех футболистов в команде, матч отменяется.
Экипировка футболистов состоит из футболки, шортов, гетров, щитков, изготовленных из резины или пластика и обуви на резиновой подошве. Вратарь может носить спортивные штаны, его экипировка должна быть другого цвета, чтобы отличить его от других игроков своей команды и судьи. Носить ювелирные изделия во время игры запрещается, как и другие предметы, которые могут представлять опасность для других игроков.
Матч проводится судьей, который обеспечивает соблюдение правил игры, и только главный судья имеет право прервать матч на случай препятствия проведению матча. Решения, принимаемые судьями, являются решающими, и могут быть изменены в случае, если судьи считают это необходимым, когда игра ещё не возобновилась.

### Поле
Длина площадки составляет 50 м в длину и 30 м в ширину. Ворота прямоугольной формы размещаются по середине каждой полосы ворот. Сетка, изготовленная из конопли, джута или нейлона, крепится к задней части перекладины и стойкам ворот. Нижняя часть сетки прикрепляется к закруглённой трубе или другим подходящим способом крепления.

### Продолжительность игры
Стандартный матч состоит из двух равных таймов по 25 минут каждый. Перерыв между двумя таймами не может превышать 15 минут.

### Начало и обновление игры
Ввод мяча в игру из центра поля сигнализирует о начале матча, а также используется для начала другого тайма и каждого дополнительного периода. Эту процедуру выполняют каждый раз после забитого мяча, когда другая команда начинает игру из центра поля. После временной остановки игры по какой-либо причине, не предусмотренной правилами игры, судья вводит мяч в игру в том месте, где игра была остановлена при условии, что до остановки мяч находился в игре и не пересек боковой линии площадки или линии ворот.
Если мяч идет за линию ворот или боковую линию или игра была прекращена арбитром матча, мяч находится вне игры.

### Нарушение правил
Штрафной удар может быть назначен в пользу команды соперника, если игрок попробовал сделать подножку своему сопернику, вошел в подкат, толкнул, ударил или попытался ударить своего соперника. Задержка является нарушением, которое карается штрафным ударом. Все нарушения правил фиксируются. Прямой штрафной удар выполняется там, где произошло нарушение. Буллит назначается в случае, если игрок совершил соответствующее нарушение правил в пределах своей штрафной площадки.

## Чемпионат мира по сокке
В чемпионате мира по сокке принимают участие мужские национальные команды, являющиеся членами ИСФ.
Первый чемпионат мира по сокке состоялся в 2018 году в Лиссабоне, на специально построенном стадионе Трунквала. Финал дебютного турнира закончился победой Германии над сборной Польши со счетом 1:0. 

## Чемпионат Европы по сокке
Socca EuroCup — международное соревнование, в котором принимают участие мужские сборные Европы, члены Международной федерации сокки.
Первое в истории Евро состоялось в Кишиневе в 2023 году. В нем приняли участие 13 команд, а первый в истории Кубок Европы по сокке выиграла Сборная Казахстана.